# Personaggi di Bourne
Questa voce contiene un elenco dei personaggi presenti nella serie cinematografica Bourne.

## Introdotti inThe Bourne Identity

### Jason Bourne
Jason Bourne, interpretato da Matt Damon, è presente in The Bourne Identity, The Bourne Supremacy, The Bourne Ultimatum - Il ritorno dello sciacallo e Jason Bourne.

### Nicolette "Nicky" Parsons
Nicky Parsons, interpretata da Julia Stiles, è presente in The Bourne Identity, The Bourne Supremacy, The Bourne Ultimatum - Il ritorno dello sciacallo e Jason Bourne.

### Marie Kreutz
Marie Helena Kreutz interpretata da Franka Potente, è presente in The Bourne Identity e The Bourne Supremacy. Nel film si è deciso di cambiare totalmente questo personaggio, a dispetto del libro, dove il suo nome è in realtà Marie Saint Jaques, nativa di Ottawa.
È una giovane ragazza tedesca che da anni vive senza fissa dimora in giro per l'Europa. Entra in contatto con Jason Bourne a Zurigo, quando quest'ultimo tenta di fuggire dall'ambasciata statunitense. Bourne ha bisogno di un passaggio per scappare e chiede aiuto proprio alla sconosciuta Marie, offrendole del denaro. La ragazza, all'inizio titubante, accetta e insieme si dirigono dalla Svizzera fino a Parigi a bordo della sua Mini rossa. Arrivati nella capitale francese, le strade di Marie e Jason sembrano dividersi ma qui la ragazza resta suo malgrado invischiata nelle trame della CIA per catturare Bourne. Jason cerca di farla uscire da questa situazione ma Marie decide di seguirlo e di aiutarlo nel cercare di scoprire chi era prima dell'amnesia. Insieme scoprono che Bourne era una assassino operante per la CIA ma questo non muta il giudizio che Marie si è fatta di Jason, tant'è che i due in breve tempo si innamorano.
Marie e Jason riescono a fuggire dagli agenti della CIA e si rifugiano a Goa, dove sembrano vivere tranquilli e al sicuro; qui però un misterioso sicario, Kirill, riesce a rintracciali e, cercando di eliminare Bourne, riesce solo nell'intento di uccidere Marie.

### Alexander Conklin
Alexander Conklin, interpretato da Chris Cooper, è presente in The Bourne Identity.
È l'agente della CIA responsabile assieme al collega Ward Abbott del progetto "Treadstone", uno speciale programma segreto dell'agenzia dedito al reclutamento e all'addestramento di spie da utilizzare come assassini per conto dell'agenzia, da utilizzare per eliminare persone sgradite agli Stati Uniti. Jason Bourne faceva proprio parte di questo programma ed era uno dei migliori agenti, fino a quando durante un'operazione andata male ha perso la memoria. Conklin e l'agenzia fanno di tutto per cercare di riportarlo a casa ma Bourne, vittima di amnesia, non sembra voler avere più niente a che fare con quel mondo. Conklin, con delle scelte via via sempre più discutibili, capisce che Bourne è ormai un problema troppo grande per l'agenzia: porta tutta la sua squadra fino a Parigi, deciso stavolta a ucciderlo; qui però Bourne affronta Conklin direttamente e riesce a fuggire. In seguito al suo comportamento nell'operazione, Conklin non viene più giudicata una persona affidabile per l'agenzia e viene fatto uccidere per conto di Abbott.

### Ward Abbott
Ward Abbott, interpretato da Brian Cox, è presente in The Bourne Identity e The Bourne Supremacy.
È l'altro agente della CIA implicato nel programma "Treadstone". Dopo la scomparsa di Jason Bourne a seguito a un'operazione fallita, confida in Conklin per il suo ritrovamento; quando però capisce che la situazione per l'agenzia rischia di diventare sempre più delicata e pericolosa, cerca di prendere in mano la situazione. Una volta fuggito Bourne, Abbott cerca di salvare il salvabile, dando ordine di eliminare Conklin e chiudendo definitivamente il progetto "Treadstone".
In seguito, quando Jason Bourne sembra essere implicato in un omicidio avvenuto a Berlino, viene contattato dalla vicedirettore dell'agenzia Pamela Landy, la quale cerca di scoprire chi era Bourne e che cosa c'entri con Abbott. Visti i suoi trascorsi, la CIA "obbliga" Abbott a lavorare insieme alla Landy per arrivare a rintracciare Bourne ma Jason stesso, innocente e deciso a far luce sulla verità, scopre il legame tra Abbott e un misterioso uomo d'affari russo, i quali hanno architettato tutta la messinscena per coprire i loro affari. Messo alle strette da Bourne, Abbott non trova altra soluzione che suicidarsi.

### The Professor
The Professor, interpretato da Clive Owen, è presente in The Bourne Identity.
È un agente (di cui non si conosce il nome) del programma "Treadstone", ovvero un sicario addestrato esattamente come Jason Bourne. Quando Conklin capisce che Bourne, in seguito all'amnesia, non è più controllabile dalla CIA e che anzi rischia di diventare un grosso problema, dà ordine a tutti gli altri agenti in Europa di rintracciarlo e ucciderlo. The Professor, assegnato di stanza a Barcellona, è uno dei sicari più abili e si mette subito all'inseguimento dell'obiettivo. È l'unico che riesce ad avvicinarsi a Bourne e a portare quasi a termine la missione; alla fine però anche lui è vittima della voglia di libertà di Bourne e viene ferito a morte durante lo scontro con la sua vittima.

## Introdotti inThe Bourne Supremacy

### Pamela Landy
Pamela Landy, interpretata da Joan Allen, è presente in The Bourne Supremacy, The Bourne Ultimatum - Il ritorno dello sciacallo e The Bourne Legacy.
È un vicedirettore della CIA, rispettosa delle regole ma allo stesso tempo dura e tenace, che non si fa mettere in piedi in testa da altri. Un omicidio avvenuto durante una sua operazione a Berlino, le cui prove sembrano puntare su Bourne, porta Pamela a indagare su di lui.

### Kirill
Kirill, interpretato da Karl Urban, è presente in The Bourne Supremacy.
Kirill è un sicario del servizio segreto russo, corrotto da Yuri Gretkov. A Berlino, agenti della multinazionale dello spionaggio, sotto la supervisione del vicedirettore Pamela Landy stanno pagando 3 milioni di dollari per avere i "file Neski", che documentano un furto di 20 milioni di dollari, avvenuto sette anni prima. Kirill impianta le impronte digitali di Bourne su un detonatore, in modo che la responsabilità cada su Bourne, e procede a uccidere l'agente americano e la sorgente russa, poi ruba i file e il denaro e li porta al russo Yuri Gretkov, magnate del petrolio, che lo paga lautamente, con una parte del denaro da lui stesso rubato. Per concludere, cerca di liquidare Bourne, lo trova a Goa, in India, gli spara ma colpisce a morte Marie. Kirill ritiene che Bourne sia morto. Invece, Bourne riesce a scampare e parte per Napoli, nel tentativo di capire perché egli, dopo dua anni di tranquiliità, sia di nuovo nel mirino.
Quando Bourne va a Mosca a trovare la figlia di Neski, Irena, Kirill in un club notturno viene avvisato da Gretkov, che lo istruisce per finire il lavoro che avrebbe dovuto aver già completato. Kirill trova Bourne tramite una radio della polizia, lo individua lungo la passeggiata di fianco a un naviglio e gli spara, ferendolo alla spalla ma è fermato dalla polizia russa prima poter provare la propria identità. Finalmente lo lasciano libero e - salito in auto - insegue Bourne ad alta velocità attraverso le vie di Mosca. Bourne infine imbocca un tunnel, dove avviene una sparatoria. Kirill con la testa voltata, concentrato sul bersaglio, non vede il pilone verso cui va a schiantarsi a tutta velocità. Jason scende dalla sua auto e si avvicina al veicolo di Kirill con la pistola spianata, ma dopo aver visto la gravità delle ferite mortali di Kirill, abbassa la pistola e si allontana.

### Yuri Gretkov
Yuri Gretkov, interpretato da Karel Roden, è presente in The Bourne Supremacy.
È un ricco e losco uomo d'affari russo che ingaggia Kirill per uccidere due agenti della CIA. Commissiona inoltre l'assassinio di Marie Kreutz e Jason Bourne. L'omicidio della ragazza va a buon fine; i problemi arrivano con Bourne. Grazie alle indagini di Bourne, viene arrestato da Pamela Landy.

## Introdotti inThe Bourne Ultimatum - Il ritorno dello sciacallo

### Noah Vosen
Noah Vosen, interpretato da David Strathairn, è un vicedirettore della CIA, coinvolto nel programma Treadstone. È presente anche in The Bourne Legacy.

### Ezra Kramer
Ezra Kramer, interpretato da Scott Glenn, è il direttore della CIA. È presente anche in The Bourne Legacy.

### Dr. Albert Hirsch
Albert Hirsch, interpretato da Albert Finney, è il medico ideatore del programma Treadstone. È presente anche in The Bourne Legacy.

## Introdotti inThe Bourne Legacy

### Aaron Cross
Aaron Cross, interpretato da Jeremy Renner, è un agente segreto uscito dal programma di addestramento Treadstone. Dopo che il giovane Aaron ha passato gli ultimi anni dell'adolescenza in riformatorio, un agente arruolatore, desideroso di raggiungere la sua quota, falsifica il suo QI in modo da garantirgli l'ammisione nell'esercito. Dopo una serie di missioni sotto copertura viene scelto per un programma speciale della CIA in cui, grazie all'uso di farmaci e di tecniche di controllo mentale, normali agenti vengono potenziati a livello fisico e psicologico per essere utilizzati in missioni ad alto rischio. Quando Bourne, con la sua fuga, mette a rischio l'intera operazione, l'intelligence militare decide di chiudere il programma ed eliminare gli agenti che ne fanno parte. Nonostante i diversi tentativi di ucciderlo, riesce a salvarsi e cerca il modo per liberarsi della dipendenza dai farmaci somministratigli durante il programma, in modo da rendere permanenti i miglioramenti psico-fisici.

### Byer
Byer, interpretato da Edward Norton, è il "cattivo" di turno.